# Кава-Манара
Кава-Манара (італ. Cava Manara) — муніципалітет в Італії, у регіоні Ломбардія, провінція Павія.
Кава-Манара розташована на відстані близько 460 км на північний захід від Рима, 38 км на південь від Мілана, 7 км на південний захід від Павії.
Населення — 6746 осіб (2014).
Покровитель — Аврелій Августин.

## Демографія
Населення за роками:

Станом на 1 січня 2023 року в муніципалітеті офіційно проживало 505 іноземців з 45 країн, серед них 179 громадян країн Євросоюзу та 49 громадян України.

## Сусідні муніципалітети
- Бастіда-Панкарана
- Брессана-Боттароне
- Карбонара-аль-Тічино
- Реа
- Сан-Мартіно-Сіккомаріо
- Соммо
- Травако-Сіккомаріо
- Цинаско